# Marc-Joseph Marion du Fresne
Marc-Joseph Guillaume Marion Dufresne (Saint-Malo, 22 maggio 1724 – Nuova Zelanda, 16 giugno 1772) è stato un esploratore e navigatore francese.

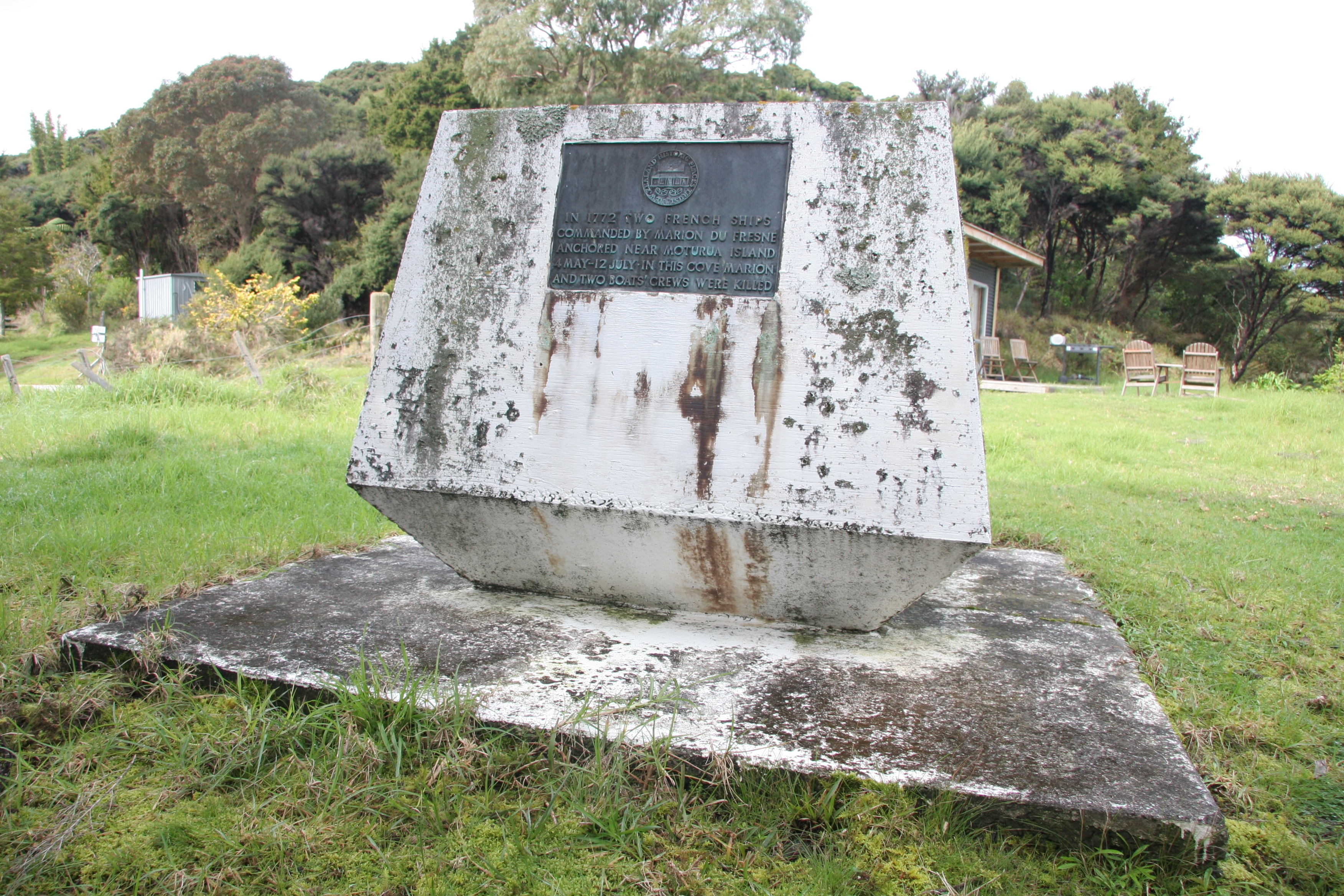
Monumento funebre in memoria di du Fresne, Bay of Islands, Nuova Zelanda.

Nel 1769, nel corso di una spedizione, visitò le Isole del Principe Edoardo e successivamente le Isole Crozet, che presero il nome dal suo secondo, Jules Crozet.
Fu ucciso in Nuova Zelanda da una tribù Maori per aver involontariamente violato un loro tabù religioso fermandosi a pescare in una baia dove in passato alcuni membri della tribù erano affogati e insieme ad altri ufficiali venne ucciso e cannibalizzato.
Gli sono state intestate due navi Marion Dufresne (1972-1995) e Marion Dufresne (1995) e il Mont Marion-Dufresne un vulcano sulla île de l'Est nelle Isole Crozet (TAAF).

## Viaggio in Nuova Zelanda (1771-1773)
Nell'ottobre del 1770 Marion convinse Pierre Poivre, l'amministratore civile di Port Louis, a dotarlo di due navi e ad inviarlo in una duplice missione nel Pacifico. Il compagno esploratore di Marion, Louis Antoine de Bougainville, era tornato di recente dal Pacifico con un nativo di Tahiti, Ahutoru. Marion aveva il compito di riportare Ahutoru in patria, e poi di esplorare il Pacifico meridionale per l'ipotetica Terra Australis Incognita. A tal fine Marion ricevette due navi, la Mascarin e la Marquis de Castries, e partì il 18 ottobre 1771.
Marion spese la maggior parte della sua fortuna personale per finanziare la spedizione con rifornimenti e equipaggio. Sperava di realizzare un profitto significativo durante il viaggio commerciando con le isole del Pacifico meridionale, secondo quanto riferito, ricche. Nessuna parte della missione di Marion poteva essere realizzata; Ahu-toru morì di vaiolo poco dopo l'imbarco e la spedizione non localizzò la Terra Australis né trasse profitto dal commercio.  Invece, Marion scoprì prima le Isole del Principe Edoardo e poi le Isole Crozet prima di salpare verso la Nuova Zelanda e l'Australia. Le sue navi trascorsero diversi giorni in Tasmania, dove Marion Bay nel sud-est porta il suo nome. Fu il primo europeo a incontrare gli aborigeni della Tasmania.

### Approdo in Nuova Zelanda
Marion avvistò il monte Taranaki della Nuova Zelanda il 25 marzo 1772 e chiamò la montagna Pic Mascarin senza sapere che James Cook l'aveva chiamata Monte Egmont tre anni prima.
Nel mese successivo ripararono le loro due navi e curarono lo scorbuto, prima ancorando a Spirits Bay e poi nella Bay of Islands. Apparentemente i loro rapporti con i Maori all'inizio erano pacifici; comunicavano attraverso il vocabolario tahitiano appreso da Ahu-toru e la lingua dei segni. Fecero amicizia con molti Maori tra cui Te Kauri (Te Kuri) del Ngāpuhi iwi (tribù). I francesi stabilirono un importante orto sull'isola di Moturua. Sessanta marinai francesi avevano sviluppato lo scorbuto ed erano a terra in una tenda ospedale. Erano stati invitati a visitare i Maori locali al loro pā – un evento molto raro – e vi avevano dormito tutta la notte. Maori in cambio erano stati invitati a bordo delle navi e avevano dormito sulle navi durante la notte. Gli ufficiali francesi fecero uno studio dettagliato delle abitudini e dei costumi dei Māori inclusi i saluti, i costumi sessuali, i metodi di pesca, il ruolo delle femmine, la preparazione della pasta di radice di felce, l'uccisione dei prigionieri e il cannibalismo.
In questi mesi ci sono stati due casi in cui i Maori sono stati detenuti. Il primo si era intrufolato a bordo della nave e aveva rubato una sciabola. Fu trattenuto per un breve periodo per spaventarlo, poi rilasciato ai suoi amici. Successivamente i Maori fecero un'incursione notturna nel campo dell'ospedale portando via molte pistole e uniformi. Mentre i soldati inseguivano i predoni, Maori è scivolato indietro e ha rubato un'ancora. Due uomini sono stati tenuti in ostaggio contro la restituzione della refurtiva. Uno di loro ha ammesso di essere stato coinvolto nel furto, ma ha accusato Te Kauri di essere coinvolto. Marion, trovando gli uomini legati, ordinò loro di scioglierli e rilasciarli. Più tardi un gruppo armato di Maori si avvicinò ai francesi come per sfidarli, ma i francesi capirono abbastanza tikanga per fare pace con loro scambiandosi doni.

### Morti e rappresaglie
Nessun testimone francese dell'omicidio di Marion è sopravvissuto e passò del tempo prima che il suo equipaggio fosse a conoscenza del suo destino. Due resoconti contemporanei furono scritti da ufficiali francesi, Jean Roux e De Clesmeur.
Durante la notte del 9 giugno 1772, le sentinelle francesi al campo dell'ospedale notarono circa sei Maori in agguato. Al mattino si scoprì che anche i Maori si erano aggirati per un secondo campo dove i francesi stavano costruendo alberi. Il giorno successivo arrivò un Maori con un pesce in regalo. Roux disse che i Maori erano sbalorditi dagli archibugi che aveva montato fuori dalla sua tenda. Notò il capo in visita che osservava da vicino le armi e il loro funzionamento, nonché le difese del campo, e divenne sospettoso delle sue motivazioni. Il capo chiese di visionare le armi e Roux sparò a un cane.
Quella notte altri Maori furono trovati sull'isola di Moturua che si aggiravano per il campo dell'ospedale, ma scapparono quando le sentinelle si avvicinarono. Il capitano du Clesmur avvisò Marion dell'aumento di attività sospette, ma Marion non lo ascolto'. Nel pomeriggio del 12 giugno 1772 Marion e 15 marinai armati si recarono al villaggio di Te Kauri e poi si recarono al posto del capitano per andare a pescare nella sua zona di pesca preferita. Marion e 26 uomini del suo equipaggio furono uccisi. Le vittime includevano de Vaudricourt e Pierre Lehoux (un volontario), Thomas Ballu di Vannes, Pierre Mauclair (il secondo pilota) di St Malo, Louis Ménager (il timoniere) di Lorient, Vincent Kerneur di Port-Louis, Marc Le Garff di Lorient , Marc Le Corre di Auray, Jean Mestique di Pluvigner, Pierre Cailloche di Languidic e Mathurin Daumalin di Hillion.
Quella notte 400 Maori armati attaccarono improvvisamente il campo dell'ospedale ma furono fermati dalla minaccia dei molteplici archibugi. Roux tenne il fuoco e si rese conto che erano sfuggiti per un pelo al massacro nel sonno. Un capo disse a Roux che Te Kauri aveva ucciso Marion. A questo punto arrivarono barche lunghe piene di marinai francesi armati con la notizia che Marion ei marinai erano stati uccisi. Un sopravvissuto, che era stato risparmiato, disse loro che Maori li aveva indotti con l'inganno ad andare nella boscaglia, dove erano caduti in un'imboscata, con tutti gli altri uccisi.
Nei giorni seguenti i francesi subirono un attacco implacabile. Il giorno successivo circa 1.200 Maori circondarono i francesi, guidati da Te Kauri. Mentre si avvicinavano, Roux ordinò di sparare a Te Kauri. Più tardi arrivarono anche altri rinforzi Maori. I francesi decisero di abbandonare il campo ospedale. I Maori rubarono tutti gli strumenti e le provviste e bruciarono il campo. Erano abbastanza vicini perché i francesi potessero vedere che indossavano gli abiti di Marion e dei suoi compagni marinai morti.
I francesi si ritirarono nell'isola di Moturua. Quella notte i Maori attaccarono di nuovo il campo e questa volta i francesi aprirono un fuoco generale. Il giorno successivo arrivarono ancora più Maori portando le loro forze a circa 1.500 uomini. I francesi caricarono questa enorme forza con 26 soldati armati e li misero in fuga, i Maori fuggendo di nuovo dal pā di Te Kauri. I francesi hanno attaccato il papà, sparando ai difensori, che li hanno inondati di lance. Il resto salì in canoa e fuggi. Circa 250 Maori, inclusi cinque capi, furono uccisi nella battaglia. Molti dei francesi furono feriti.
Roux, Julien-Marie Crozet e Ambroise Bernard-Marie Le Clesmeur presero il comando congiunto e intrapresero rappresaglie contro i Maori per un periodo di un mese mentre le navi erano preparate per la partenza.
Un mese dopo, il 7 luglio, Roux perquisì il pā deserto di Te Kauri e trovò la testa cotta di un marinaio su una punta, oltre a ossa umane vicino a un fuoco. Partirono il 12 luglio 1772. I francesi seppellirono una bottiglia a Waipoa su Moturua, contenente le armi della Francia e una dichiarazione formale che prendeva possesso dell'intero paese, con il nome di "Francia Australe". Tuttavia, sia i resoconti pubblicati che quelli non pubblicati della morte di Marion circolarono ampiamente, dando alla Nuova Zelanda una cattiva reputazione come terra pericolosa inadatta alla colonizzazione e sfidando gli stereotipi degli isolani del Pacifico come nobili selvaggi allora prevalenti in Europa.

### Ragioni del massacro
Ci sono diverse possibili ragioni per il massacro, incluso il fatto che il capo Te Kauri (Te Kuri) ritenesse che Marion fosse una minaccia alla sua autorità o che Te Kauri fosse preoccupato per l'effetto economico della fornitura di cibo per i due equipaggi, o che l'equipaggio di Marion, forse inconsapevolmente, ha infranto diverse leggi sul tapu relative al fatto che non eseguivano i rituali richiesti prima dell'abbattimento degli alberi di kauri o della rottura del tapu pescando nella baia di Manawaora.
Un resoconto raccontato da un informatore di Ngāpuhi a John White (etnografo 1826-1891), ma pubblicato solo nel 1965, descrive i capi Te Kauri e Tohitapu come partecipanti al massacro quando Marion e 26 uomini del suo equipaggio furono uccisi e cannibalizzati. ] Apparentemente il tapu era stato posto nella baia di Manawaora dopo che membri della tribù locale erano annegati qui qualche tempo prima, e i loro corpi erano stati portati via nella baia di Tacoury (Te Kauri's) - quindi, i Maori locali credevano che la violazione avrebbe fatto arrabbiare gli dei e i vicini tribù, provocando la guerra.